# 霧が丘
霧が丘（きりがおか）は、神奈川県横浜市緑区の地名。現行行政地名は霧が丘一丁目から六丁目。住居表示未実施区域。

## 地理
新興住宅地であり、霧が丘一丁目から六丁目に分かれている。都市再生機構霧が丘団地（霧が丘グリーンタウン）を中心とし一戸建て住宅も多い。北は十日市場町、南は旭区若葉台、西は長津田町に接し、東名高速道路を隔てて新たに開発中の長津田みなみ台も近い。東は新治町（新治市民の森）・三保町（東洋英和女学院大学等）に隣接する。環状4号線が北東から南西に通り、これに沿い飲食店やスーパー等が並ぶ。

### 面積
面積は以下の通りである。
| 丁目         | 面積（km²） |
| ------------ | ----------- |
| 霧が丘一丁目 | 0.159       |
| 霧が丘二丁目 | 0.138       |
| 霧が丘三丁目 | 0.215       |
| 霧が丘四丁目 | 0.194       |
| 霧が丘五丁目 | 0.195       |
| 霧が丘六丁目 | 0.231       |
| 計           | 1.132       |

### 地価
住宅地の地価は、2025年（令和7年）1月1日の公示地価によれば、霧が丘二丁目18番3の地点で18万2000円/m²、霧が丘四丁目14番17の地点で19万4000円/m²となっている。

## 歴史
1966年（昭和41年）頃から、十日市場町の奥にある霧が池周辺の開発機運が地元で高まり、ゴルフ場を造成する案もあったが自然消滅した。1968年（昭和43年）に日本住宅公団による開発計画が持ち上がる。公団の当初案では、三保町50万坪、新治町30万坪、十日市場町20万坪の計画だったが、話がまとまらず十日市場町を中心とした開発に決定する。同年8月から用地買収が始まり、12月には土地区画整理事業の施行区域が決定する。
計画が具体化する中、1970年（昭和45年）7月から1971年（昭和46年）4月までの約1年間、宮本常一を調査団長として縄文時代の遺跡調査が行われ、土器や土壙が発掘された。
1972年（昭和47年）2月に土地区画整理事業が事業認可され、1981年（昭和56年）8月26日に霧が丘土地区画整理事業竣工式がおこなわれた。

### 地名の由来
十日市場村の字名であった「霧ヶ谷」と、その谷戸田の溜池であった「霧が池」に由来する。

### 沿革
- 1981年（昭和56年）3月21日 - 土地区画整理事業に伴い、十日市場町、新治町、長津田町、三保町の各一部から霧が丘一丁目、霧が丘二丁目、霧が丘三丁目、霧が丘四丁目、霧が丘五丁目、霧が丘六丁目を新設設置[11]。
- 1982年（昭和57年）7月19日 - 長津田町、旭区上川井町[注 1]の各一部を編入[12]。

### 町名の変遷
| 実施後       | 実施年月日                | 実施前（各町名ともその一部）       |
| ------------ | ------------------------- | ---------------------------------- |
| 霧が丘一丁目 | 1981年（昭和56年）3月21日 | 十日市場町、新治町の各一部         |
| 霧が丘二丁目 | 1981年（昭和56年）3月21日 | 十日市場町、長津田町の各一部       |
| 霧が丘三丁目 | 1981年（昭和56年）3月21日 | 十日市場町の一部                   |
| 霧が丘四丁目 | 1981年（昭和56年）3月21日 | 十日市場町、新治町、三保町の各一部 |
| 霧が丘五丁目 | 1981年（昭和56年）3月21日 | 十日市場町の一部                   |
| 霧が丘六丁目 | 1981年（昭和56年）3月21日 | 十日市場町、長津田町の各一部       |

## 世帯数と人口
2025年（令和7年）6月30日現在（横浜市発表）の世帯数と人口は以下の通りである。
| 丁目         | 世帯数    | 人口     |
| ------------ | --------- | -------- |
| 霧が丘一丁目 | 535世帯   | 1,232人  |
| 霧が丘二丁目 | 539世帯   | 1,077人  |
| 霧が丘三丁目 | 1,245世帯 | 3,099人  |
| 霧が丘四丁目 | 958世帯   | 2,189人  |
| 霧が丘五丁目 | 786世帯   | 1,742人  |
| 霧が丘六丁目 | 1,097世帯 | 2,241人  |
| 計           | 5,160世帯 | 11,580人 |

### 人口の変遷
国勢調査による人口の推移。
| 年                 | 人口   |
| ------------------ | ------ |
| 1995年（平成7年）  | 13,378 |
| 2000年（平成12年） | 12,771 |
| 2005年（平成17年） | 12,187 |
| 2010年（平成22年） | 11,868 |
| 2015年（平成27年） | 11,357 |
| 2020年（令和2年）  | 11,371 |

### 世帯数の変遷
国勢調査による世帯数の推移。
| 年                 | 世帯数 |
| ------------------ | ------ |
| 1995年（平成7年）  | 4,150  |
| 2000年（平成12年） | 4,290  |
| 2005年（平成17年） | 4,369  |
| 2010年（平成22年） | 4,504  |
| 2015年（平成27年） | 4,449  |
| 2020年（令和2年）  | 4,666  |

## 学区
市立小・中学校に通う場合、学区は以下の通りとなる（2024年11月時点）。
| 丁目         | 番地 | 小学校                     | 中学校                     |
| ------------ | ---- | -------------------------- | -------------------------- |
| 霧が丘一丁目 | 全域 | 横浜市立霧が丘義務教育学校 | 横浜市立霧が丘義務教育学校 |
| 霧が丘二丁目 | 全域 | 横浜市立霧が丘義務教育学校 | 横浜市立霧が丘義務教育学校 |
| 霧が丘三丁目 | 全域 | 横浜市立霧が丘義務教育学校 | 横浜市立霧が丘義務教育学校 |
| 霧が丘四丁目 | 全域 | 横浜市立霧が丘義務教育学校 | 横浜市立霧が丘義務教育学校 |
| 霧が丘五丁目 | 全域 | 横浜市立霧が丘義務教育学校 | 横浜市立霧が丘義務教育学校 |
| 霧が丘六丁目 | 全域 | 横浜市立霧が丘義務教育学校 | 横浜市立霧が丘義務教育学校 |

## 事業所
2021年（令和3年）現在の経済センサス調査による事業所数と従業員数は以下の通りである。
| 丁目         | 事業所数  | 従業員数 |
| ------------ | --------- | -------- |
| 霧が丘一丁目 | 29事業所  | 210人    |
| 霧が丘二丁目 | 47事業所  | 546人    |
| 霧が丘三丁目 | 57事業所  | 606人    |
| 霧が丘四丁目 | 30事業所  | 273人    |
| 霧が丘五丁目 | 43事業所  | 394人    |
| 霧が丘六丁目 | 27事業所  | 331人    |
| 計           | 233事業所 | 2,360人  |

### 事業者数の変遷
経済センサスによる事業所数の推移。
| 年                 | 事業者数 |
| ------------------ | -------- |
| 2016年（平成28年） | 224      |
| 2021年（令和3年）  | 233      |

### 従業員数の変遷
経済センサスによる従業員数の推移。
| 年                 | 従業員数 |
| ------------------ | -------- |
| 2016年（平成28年） | 2,116    |
| 2021年（令和3年）  | 2,360    |

## 交通
JR横浜線長津田駅、十日市場駅、東急田園都市線青葉台駅、相鉄線三ツ境駅、鶴ヶ峰駅からバス。

## 施設
- 横浜あすか幼稚園（湘南やまゆり学園が運営。位置的には十日市場寄り）
- 横浜マドカ幼稚園（湘南やまゆり学園が運営。位置的には若葉台寄り）
- バオバブ霧が丘保育園（横浜市立霧が丘保育園から2006年に民間委託されてできた）
- 横浜市立霧が丘義務教育学校（元横浜市立霧が丘小学校、中学校）
- 神奈川県立霧が丘高等学校
- 霧が丘公園
- 黒澤フィルムスタジオ
- ドン・キホーテ東名横浜インター店
- ビッグヨーサン十日市場店
- キグナス石油霧が丘西SS
- 福寿庵 （蕎麦屋）
- 吉野家　霧が丘店
- La Ohana 横浜霧ヶ丘店
- 牛たん焼き仙台 辺見 横浜霧が丘店
- 安楽亭　霧が丘店
- ローソン　霧が丘6丁目店、三丁目店
- 星槎中学校
- India International School in Japan Yokohama
- 横浜市霧が丘地域ケアプラザ
- 横浜市霧が丘コミュニティハウス
- 緑警察署 霧が丘交番

## 史跡

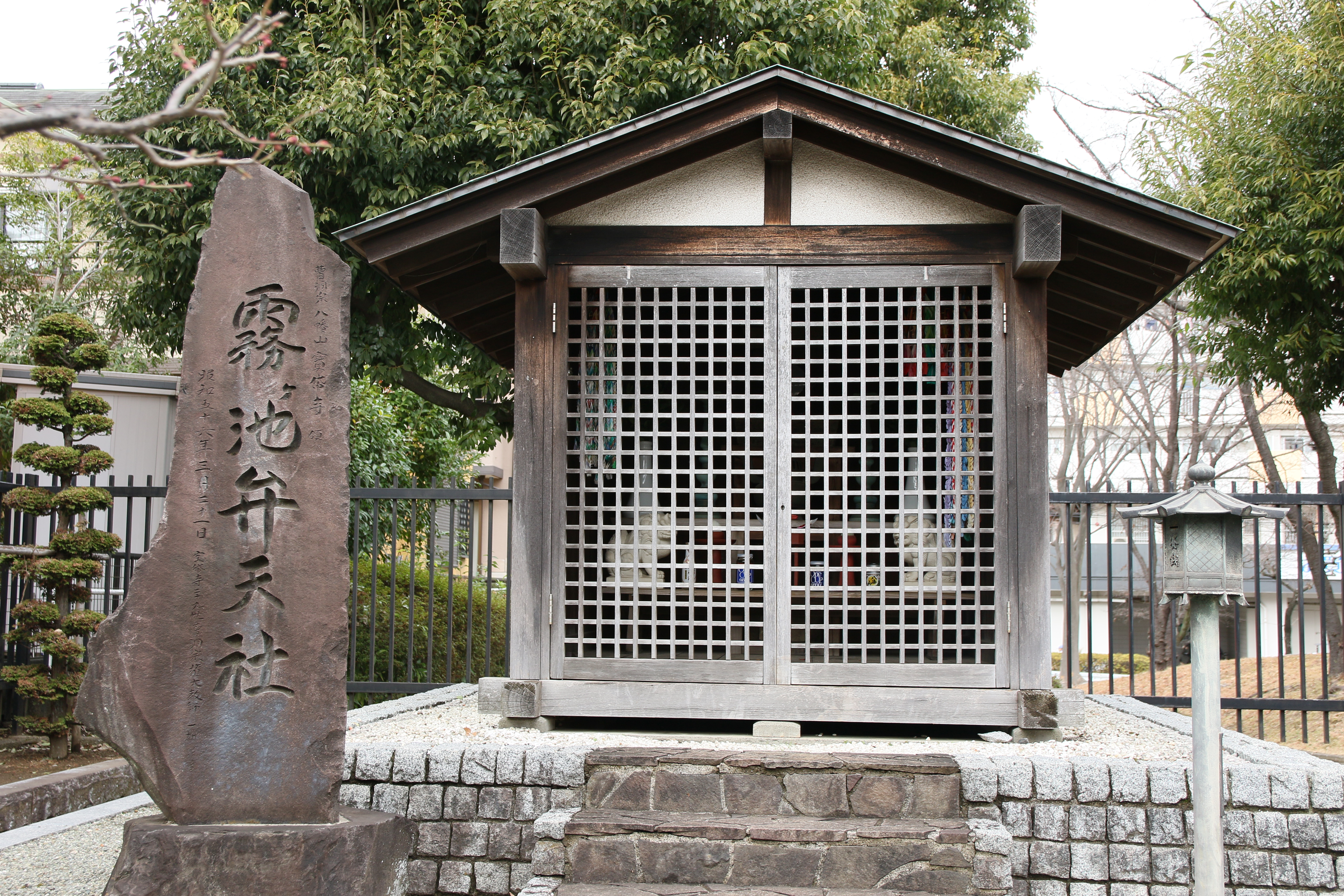
霧ヶ池弁天社

- 霧ヶ池弁天社

霧ヶ池では旱魃のときに長津田大林寺の和尚によって度々雨乞いがおこなわれ、降雨に感謝して1771年（明和8年）に弁財天の石祠が建てられた。1981年（昭和56年）に新しい弁天社が完成し、霧が丘の発展祈念も合わせて遷座式をおこなった。

## その他

### 日本郵便
- 郵便番号 : 226-0016[3]（集配局：緑郵便局[23]）

### 警察
町内の警察の管轄区域は以下の通りである。
| 番・番地等 | 警察署   | 交番・駐在所 |
| ---------- | -------- | ------------ |
| 全域       | 緑警察署 | 霧が丘交番   |